# Ozola atrofasciata
Ozola atrofasciata là một loài bướm đêm trong họ Geometridae.